# فرودگاه گوستاف ۳
فرودگاه گوستاف ۳ (به انگلیسی: Gustaf III Airport) (به زبان بومی: Aérodrome de St Jean) یک فرودگاه همگانی با کد یاتا SBH است که یک باند فرود بتن دارد و طول باند آن ۶۵۰ متر است. این فرودگاه در کشور سنت بارتلمی فرانسه قرار دارد. به دلیل محدودیت فضای اطراف و همچنین بستر بی‌سابقه‌ی بتنی باند فرود، فرودگاه گوستاف سوم به عنوان یکی از فرودگاه‌هایی با سطح ایمنی پایین شناخته شده است و تنها به هواپیماهایی با وزن و سایز کوچک اجازه‌ی فرود و بلند شدن می‌دهد.